# Dekedaha FC
Der Dekedaha Football Club ist ein somalischer Fußballverein aus der Hauptstadt Mogadischu. Aktuell (Stand April 2024) spielt der Verein in der ersten Liga.

## Geschichte
Der Verein wurde 1973 als Port FC gegründet. In den 90er Jahren wurde er in Dekedaha FC umbenannt. 2012 nannte man den Klub wieder in seinen alten Namen Port FC um. Ein Jahr später erfolgte eine erneute Umbenennung in Dekedaha FC. 1998, 2007, 2017, 2018 und 2019 wurde der Verein somalische Meister. Den Pokal gewann man 2002, 2004 und 2023.

## Erfolge
- Somalischer Meister: 1998, 2007, 2017, 2018, 2019
- Somalischer Pokalsieger: 2002, 2004, 2023
- Somalischer Supercup-Sieger: 2018

## Stadion
Der Verein trägt seine Heimspiele im Engineer Yariisow Stadium, auch bekannt als Banadir Stadium oder Garoonka Banaadir Stadium, in Mogadischu aus. Das Stadion hat ein Fassungsvermögen von 20.000 Personen.